# Miecz Labana

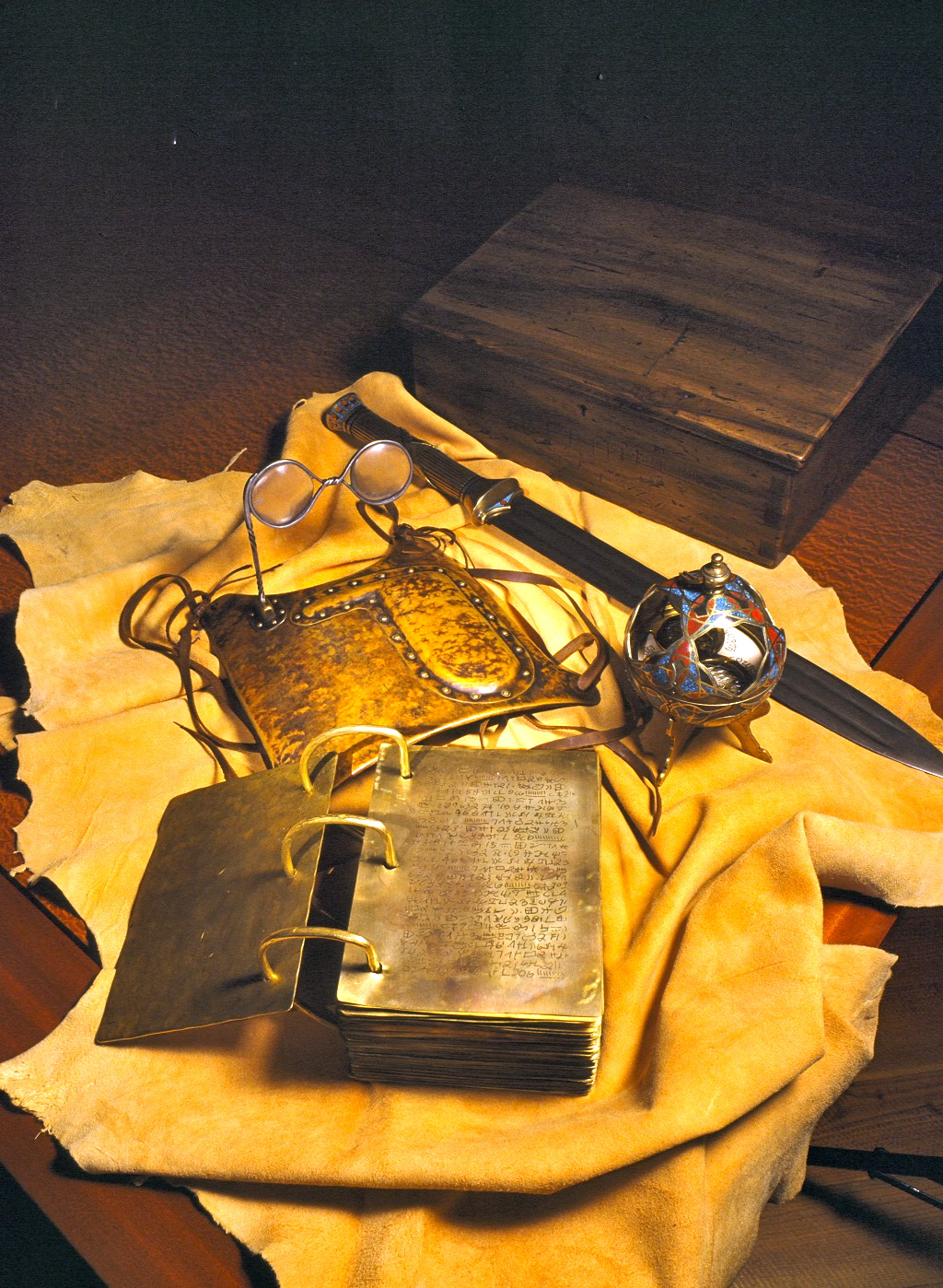
Współczesny model miecza Labana, przedstawiony wraz z rekonstrukcją innych artefaktów, które miał otrzymać Joseph Smith

Miecz Labana – według wierzeń świętych w dniach ostatnich (mormonów) broń należąca pierwotnie do Labana, później przechowywana przez Nefitów.

## Miecz Labana w tekście kanonicznym
Jego posiadacz miał być potężnym mieszkańcem Jerozolimy, współczesnym Nefiemu. Zgodnie ze wzmiankami zawartymi w Księdze Mormona przedmiot wykonano z najznamienitszej stali. Jego rękojeść wykonano ze złota, wkładając w nią wiele wysiłku i artystycznego kunsztu. Miał zostać użyty do zgładzenia Labana, po tym jak ten odmówił wydania posiadanych przez siebie kronik wyrytych na mosiężnych płytach oraz wbrew Boskiej woli nastawał na życie Nefiego. Po zabójstwie Labana miecz znalazł się w posiadaniu Nefiego, który ostatecznie przywiózł go na kontynent amerykański. Miał posłużyć Nefiemu za wzór do produkcji broni chroniącej wczesnych Nefitów przed Lamanitami, był również przez niego wykorzystywany do obrony swego ludu. Miał służyć, do podobnych celów, również królowi Benjaminowi występującemu w mormońskiej świętej księdze w nieco późniejszym okresie. Źródła mormońskie spekulują, iż mógł być przechowywany przez Nefitów jako święty przedmiot, wraz z mosiężnymi płytami czy Liahoną. Porównywany bywa do starotestamentalnego miecza Goliata. 

## Miecz Labana w mormońskiej tradycji
Miecz Labana zajmuje poczesne w tradycji narosłej wokół powstania czy też pozyskania  najszerzej znanej części mormońskiego kanonu. W czerwcu 1829 tak zwani trzej świadkowie Księgi Mormona mieli otrzymać obietnicę ujrzenia labanowego miecza. Zgodnie z zapiskami Davida Whitmera obietnica ta została spełniona pod koniec tegoż miesiąca. Zgodnie z przekazem Brighama Younga z 1877 broń tą mieli ujrzeć również w jaskini we wzgórzu Cumorah sam twórca ruchu świętych w dniach ostatnich Joseph Smith wraz z Oliverem Cowderym, głównym skrybą w procesie tłumaczenia Księgi Mormona. W mormońskiej teologii generalnie zakłada się, iż miecz został zakopany wraz ze złotymi płytami, choć w podstawowych źródłach doktrynalnych nie zostało to jednoznacznie wskazane. Niemniej Cathrine Salisbury, najstarsza wciąż żyjąca wtedy siostra Josepha Smitha, członkini Zreorganizowanego Kościoła Jezusa Chrystusa Świętych w Dniach Ostatnich, sugerowała w 1886, że jej brat poza płytami odkopał też omawiany miecz.

## Miecz Labana w szerszej mormońskiej kulturze
Istnienie miecza Labana nie znalazło potwierdzenia w źródłach zewnętrznych. Jest przedmiotem licznych analiz i dyskusji. Niezależnie od debat o autentyczności kontrowersyjny przedmiot został uchwycony w mormońskiej sztuce i kulturze popularnej. Już w samych początkach kultury mormońskiej był szeroko znany wśród członków tej grupy religijnej i rozumiany jako istotny symbol władzy, niekiedy też jako symbol Bożej władzy złożonej w ręce Josepha Smitha. Przedstawiony w filmie How Rare a Possession (1988) w reżyserii Russa Holta, wyprodukowanym pod kierunkiem Pierwszego Prezydium Kościoła Jezusa Chrystusa Świętych w Dniach Ostatnich. Określany jako jeden z najlepiej znanych przedmiotów występujących w Księdze Mormona, bywa analizowany jako symbol, tak Boski jak i królewski.